# Tribbey
La ville de Tribbey est située dans le comté de Pottawatomie, dans l’État de l’Oklahoma, aux États-Unis. Sa population s’élevait à 391 habitants lors du recensement de 2010.

## Source
- (en) Cet article est partiellement ou en totalité issu de l’article de Wikipédia en anglais intitulé « Tribbey, Oklahoma » (voir la liste des auteurs).